# Liste der Künstler im Kröller-Müller-Museum
Diese Liste der Künstler im Kröller-Müller-Museum verzeichnet alle Künstler, von denen das Kröller-Müller Museum Werke besitzt:

## Künstler des Museums

### A
- Carl Andre (1935–2024), US-amerikanischer Bildhauer
- Giovanni Anselmo (1934–2023), italienischer Bildhauer und Objektkünstler
- Alexander Archipenko (1887–1964), US-amerikanischer Bildhauer ukrainischer Herkunft
- Hans Arp (1886–1966), deutsch-französischer Maler, Grafiker, Bildhauer und Lyriker

### B
- Hans Baldung Grien (1484 oder 1485–1545), deutscher Maler, Zeichner und Kupferstecher
- Giacomo Balla (1871–1958), italienischer Maler
- Joseph Beuys (1921–1986), deutscher Aktionskünstler, Bildhauer, Medailleur, Zeichner, Kunsttheoretiker
- Charles Biederman (1906–2004), US-amerikanischer Maler
- Umberto Boccioni (1882–1916), italienischer Maler und Bildhauer
- Chris Booth (* 1948), Bildhauer
- Constantin Brancusi (1876–1957), rumänisch-französischer Bildhauer der Moderne und Fotograf
- Stanley Brouwn (1935–2017), niederländischer konzeptueller Künstler
- Bartholomäus Bruyn der Ältere (1493–1555), deutscher Maler
- Daniel Buren (* 1938), französischer Maler und Bildhauer

### C
- Cai Guo-Qiang (* 1957), chinesischer Bildhauer, Maler, Aktionskünstler und Kurator
- Paul Cézanne (1839–1906), französischer Maler
- Christo, bulgarisches Künstlerehepaar
- Jean-Baptiste Camille Corot (1796–1875), französischer Landschaftsmaler
- Joseph Mendes da Costa (1863–1939), niederländischer Bildhauer
- Gustave Courbet (1819–1877), französischer Maler
- Lucas Cranach der Ältere (1472–1553), deutscher Maler, Grafiker und Buchdrucker

### D
- William Degouve de Nuncques (1867–1935), belgischer Landschaftsmaler
- Maurice Denis (1870–1943), französischer Maler
- Jan Dibbets (* 1941), niederländischer Konzeptkünstler
- Theo van Doesburg (1883–1931), niederländischer Maler, Schriftsteller, Architekt, Bildhauer, Typograf und Kunsttheoretiker
- Jean Dubuffet (1901–1985), französischer Maler, Bildhauer, Collage- und Aktionskünstler

### E
- Ger van Elk  (1941–2014), niederländischer Konzeptkünstler, Maler, Fotograf und Bildhauer
- James Ensor (1860–1949), belgischer Maler und Zeichner
- Aldo van Eyck (1918–1999), niederländischer Architekt

### F
- Luciano Fabro (1936–2007), italienischer Maler und Objektkünstler
- Henri Fantin-Latour (1836–1904), französischer Maler und Lithograf
- Dan Flavin (1933–1996), Künstler des Minimalismus
- Lucio Fontana (1899–1968), italienischer Avantgardekünstler

### G
- Paul Gabriël (1828–1903), niederländischer Maler und Bildhauer
- Paul Gauguin (1848–1903), französischer Maler
- Alberto Giacometti (1901–1966), Schweizer Bildhauer, Maler und Grafiker
- Gilbert & George, Künstlerpaar
- Vincent van Gogh (1853–1890), niederländischer Maler und Zeichner
- Julio Gonzalez (1876–1942), spanischer Bildhauer
- Juan Gris (1887–1927), spanischer Maler

### H
- Barbara Hepworth (1903–1975), britische Bildhauerin
- Jenny Holzer (* 1950), US-amerikanische Konzept- und Installationskünstlerin
- Roni Horn (* 1955), US-amerikanische Künstlerin
- Huang Yong Ping (1954–2019), chinesischer Konzept- und Installationskünstler

### I
- Isaac Israels (1865–1934), niederländischer Maler

### J
- Johan Barthold Jongkind (1819–1891), niederländischer Maler
- Donald Judd (1928–1994), US-amerikanischer Maler, Bildhauer und Architekt

### K
- On Kawara (1933–2014), japanischer bildender Künstler
- Ellsworth Kelly (1923–2015), US-amerikanischer Maler und Bildhauer
- Anselm Kiefer (* 1945), deutscher Maler und Bildhauer
- Phillip King (1934–2021), britischer Bildhauer
- Katarzyna Kobro (1898–1951), polnische Bildhauerin
- David van de Kop (1937–1994), niederländischer Bildhauer
- Joseph Kosuth (* 1945), US-amerikanischer Konzeptkünstler
- Jannis Kounellis (1936–2017), griechischer Künstler

### L
- Bart van der Leck (1876–1958), niederländischer Maler der Moderne
- Fernand Léger (1881–1955), französischer Maler, Bildhauer, Grafiker, Keramiker und Filmregisseur
- Wilhelm Lehmbruck (1881–1919), deutscher Bildhauer, Grafiker und Medailleur
- Sol Lewitt (1928–2007), US-amerikanischer Künstler des Minimalismus
- Joep van Lieshout (* 1963), niederländischer Plastiker und Objektkünstler
- Jacques Lipchitz (1891–1973), französisch-amerikanischer Bildhauer
- Richard Long (* 1945), britischer Land-Art-Künstler

### M
- Aristide Maillol (1861–1944), französischer Bildhauer, Maler und Grafiker
- Édouard Manet (1832–1883), französischer Maler
- Piero Manzoni (1933–1963), italienischer Künstler
- Matthijs Maris (1839–1917), niederländischer Kunstmaler
- Mario Merz (1925–2003), italienischer Künstler
- Jean-François Millet (1814–1875), französischer Maler des Realismus
- Piet Mondrian (1872–1944), niederländischer Maler der klassischen Moderne
- Claude Monet (1840–1926), französischer Maler
- Adolphe Monticelli (1824–1886), französischer Maler
- Henry Moore (1898–1986), englischer Bildhauer und Zeichner
- François Morellet (1926–2016), französischer Künstler

### N
- Bruce Nauman (* 1941), US-amerikanischer Konzeptkünstler
- Louise Nevelson (1899–1988), US-amerikanische Bildhauerin und Malerin

### O
- Claes Oldenburg (1929–2022), Pop-Art-Künstler

### P
- Marta Pan (1923–2008), französische abstrakte Bildhauerin
- Panamarenko (1940–2019), belgischer Künstler, Ingenieur und Poet
- Giovanni di Paolo (≈1403–1482), italienischer Maler der Frührenaissance
- Giuseppe Penone (* 1947), italienischer Künstler
- Constant Permeke (1886–1952), belgischer Maler, Zeichner und Bildhauer
- Pablo Picasso (1881–1973), spanischer Maler, Grafiker und Bildhauer
- Camille Pissarro (1830–1903), Maler des Impressionismus
- Michelangelo Pistoletto (* 1933), italienischer Maler, Aktions- und Objektkünstler und Kunsttheoretiker

### R
- Odilon Redon (1840–1916), französischer Graphiker und Maler
- Auguste Renoir (1841–1919), französischer Maler des Impressionismus
- George Rickey (1907–2002), US-amerikanischer Bildhauer
- Gerrit Rietveld (1888–1964), niederländischer Architekt und Designer
- Auguste Rodin (1840–1917), französischer Bildhauer und Zeichner
- Cornelius Rogge (1932–2023), niederländischer Bildhauer
- Medardo Rosso (1858–1928), italienisch-französischer Bildhauer
- Ulrich Rückriem (* 1938), deutscher Bildhauer
- Théo van Rysselberghe (1862–1926), flämischer Maler des Pointillismus

### S
- Oskar Schlemmer (1888–1943), deutscher Maler, Bildhauer und Bühnenbildner
- Jan Schoonhoven (1914–1994), niederländischer Künstler
- Floris van Schooten (1585/88–1656),  niederländischer Maler
- Kurt Schwitters (1887–1948), deutscher Künstler, Maler, Dichter, Raumkünstler und Werbegrafiker
- Richard Serra (1938–2024), US-amerikanischer Bildhauer
- Georges Seurat (1859–1891)m französischer Maler und Zeichner
- Paul Signac (1863–1935), französischer Maler und Grafiker
- Tony Smith (1912–1980), US-amerikanischer Bildhauer
- Kenneth Snelson (1927–2016), US-amerikanischer Künstler und Bildhauer
- Jesús Rafael Soto (1923–2005), venezolanischer Maler und Bildhauer
- Jan Steen (um 1626–1679), niederländischer Maler
- Evert Strobos (* 1943), niederländischer Bildhauer
- Mark di Suvero (* 1933), US-amerikanischer Bildhauer

### T
- Johan Thorn-Prikker (1868–1932), niederländischer Künstler
- Jean Tinguely (1925–1991), Schweizer Maler und Bildhauer
- Jacopo Tintoretto (1518 oder 1519–1594), italienischer Maler
- Charley Toorop (1891–1955), niederländische Malerin und Lithografin
- Jan Toorop (1858–1928), niederländischer Maler

### V
- Carel Visser (1928–2015), niederländischer Bildhauer
- André Volten (1925–2002), niederländischer Bildhauer

### W
- Lawrence Weiner (1942–2021), US-amerikanischer bildender Künstler
- Fritz Wotruba (1907–1975), österreichischer Bildhauer

### Z
- Ossip Zadkine (1888–1967), belarussisch-französischer Maler, Aquarellmaler und Bildhauer